# Förbund
|  | Wiktionary har en ordboksartikel om förbund. |

Förbund kan ha flera betydelser men den gemensamma nämnaren är att i ett förbund är oftast inte enskilda individer medlemmar, till skillnad från föreningar som bara kan ha enskilda individer som medlemmar. Men det är inte ovanligt att det förekommer förbund som består av både enskilda individer och exempelvis föreningar. Ett förbund är således mellan individer, organisationer (oavsett om det är nationella eller lokala föreningar) eller nationer.
- I folk- och statsrättslig mening förening av två eller flera stater för ett gemensamt ändamål; en sådan förening kan vara av övergående art (allians) eller av mer hållbart slag (konfederation och union).
- En paraplyorganisation bildad för att tillvarata särintressen för flera redan organiserade föreningar, klubbar eller andra sammanslutningar, se intresseorganisation.
  - Fackförbund för fackföreningar
  - Idrottsförbund för idrottsföreningar
  - Studentförbund för studentföreningar